# Escala de coma de Glasgow

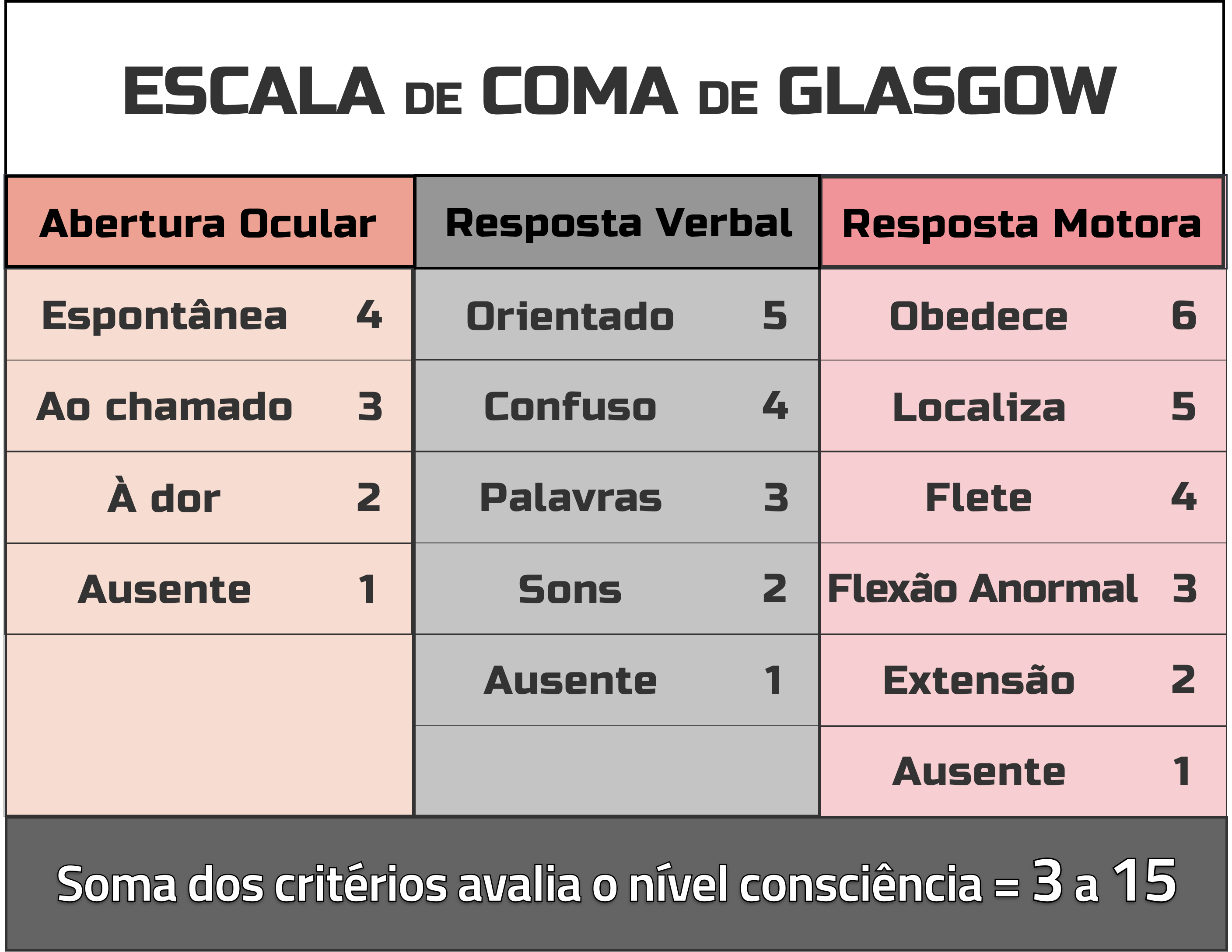
Esquema de valoración del nivel de conciencia mediante la escala de Glasgow. Hay tres criterios distintos, basados en la capacidad del paciente para interactuar con el examinador: apertura de los ojos (primera respuesta), respuesta verbal y respuesta motora (mejor respuesta).

La escala de coma de Glasgow es una escala diseñada para evaluar de manera práctica el nivel de estado de alerta en los seres humanos. 
Fue creada en 1974 por Bryan Jennett y Graham Teasdale, miembros del Instituto de Ciencias Neurológicas de la Universidad de Glasgow, como una herramienta de valoración objetiva del estado de conciencia para las víctimas de traumatismo craneoencefálico.
Su precisión y relativa sencillez extendieron posteriormente su aplicación a otras patologías traumáticas y no traumáticas.

## Historia
La Escala de Glasgow fue diseñada por los neurocirujanos ingleses Graham Teasdale y Bryan Jennett, al publicarla en el año de 1978 en la revista The Lancet, en el artículo titulado «Assessment of coma and impaired consciousness. A practical scale» [«Evaluación del coma y alteración del estado de consciencia. Una escala práctica»].
Esta primera edición de la escala estaba formada por 3 categorías a evaluar: la apertura ocular, la respuesta verbal y motora que daban una sumatoria de 14 puntos. En 1976, le fue adicionado un punto a la escala para valorar la flexión anormal (postura de decorticación), en el rubro de respuesta motora dando un total de 15 puntos, tal y como se conoce hasta la fecha.

## Descripción de la escala
La escala está compuesta por la exploración y cuantificación de tres parámetros: la apertura ocular, la respuesta verbal y la respuesta motora. Dando un puntaje dado a la mejor respuesta obtenida en cada categoría. El puntaje obtenido para cada uno de los tres se suma, con lo que se obtiene el puntaje total. El valor más bajo que puede obtenerse es de 3 (1 + 1 + 1), y el más alto de 15 (4 + 5 + 6). 
| Variable         | Respuesta | Puntaje                                              |
| ---------------- | --- | ---------------------------------------------------- |
| Apertura ocular  | - Espontánea - A la orden - Ante un estímulo doloroso - Ausencia de apertura ocular | 4 puntos 3 puntos 2 puntos 1 punto                   |
| Respuesta verbal | - Orientado correctamente - Paciente confuso - Lenguaje inapropiado - Lenguaje incomprensible - Carencia de actividad verbal | 5 puntos 4 puntos 3 puntos 2 puntos 1 punto          |
| Respuesta motora | - Obedece órdenes correctamente - Localiza estímulos dolorosos - Responde al estímulo doloroso pero no localiza - Respuesta con flexión anormal de los miembros - Respuesta con extensión anormal de los miembros - Ausencia de respuesta motora | 6 puntos 5 puntos 4 puntos 3 puntos 2 puntos 1 punto |

## Interpretación
En el traumatismo craneoencefálico la puntuación obtenida es el elemento utilizado para definir la severidad del cuadro acorde a la clasificación de Gennarelli, y es útil para definir algunas de las conductas diagnósticas y terapéuticas durante el manejo inicial. Su aplicación en exploraciones repetidas permite realizar un seguimiento de las fluctuaciones del estado de conciencia, de gran utilidad en la fase temprana de tratamiento.
| Puntaje | Interpretación                        |
| ------- | ------------------------------------- |
| 13 - 15 | Traumatismo craneoencefálico leve     |
| 9 - 12  | Traumatismo craneoencefálico moderado |
| < 9     | Traumatismo craneoencefálico severo   |